# Kabbala, Hosadurga
Kabbala là một làng thuộc tehsil Hosadurga, huyện Chitradurga, bang Karnataka, Ấn Độ.